# Ennya nutans
Ennya nutans är en insektsart som beskrevs av Carl Stål. Ennya nutans ingår i släktet Ennya och familjen hornstritar. Inga underarter finns listade i Catalogue of Life.